# Rio do Saco
Rio do Saco är ett vattendrag i Brasilien.   Det ligger i delstaten Rio de Janeiro, i den sydöstra delen av landet, 900 km sydost om huvudstaden Brasília.
I omgivningarna runt Rio do Saco växer i huvudsak städsegrön lövskog.